# نيوبورو (كامبريدجشير)
نيوبورو (بالإنجليزية: Newborough, Cambridgeshire)‏ هي قرية وأبرشية مدنية تقع في المملكة المتحدة في إنجلترا.